# Брайтенбург
Брайтенбург (нім. Breitenburg) — громада в Німеччині, розташована в землі Шлезвіг-Гольштейн. Входить до складу району Штайнбург. Центр об'єднання громад Брайтенбург.
Площа — 10,49 км2. Населення становить 1219 ос. (станом на 31 грудня 2020).

## Галерея

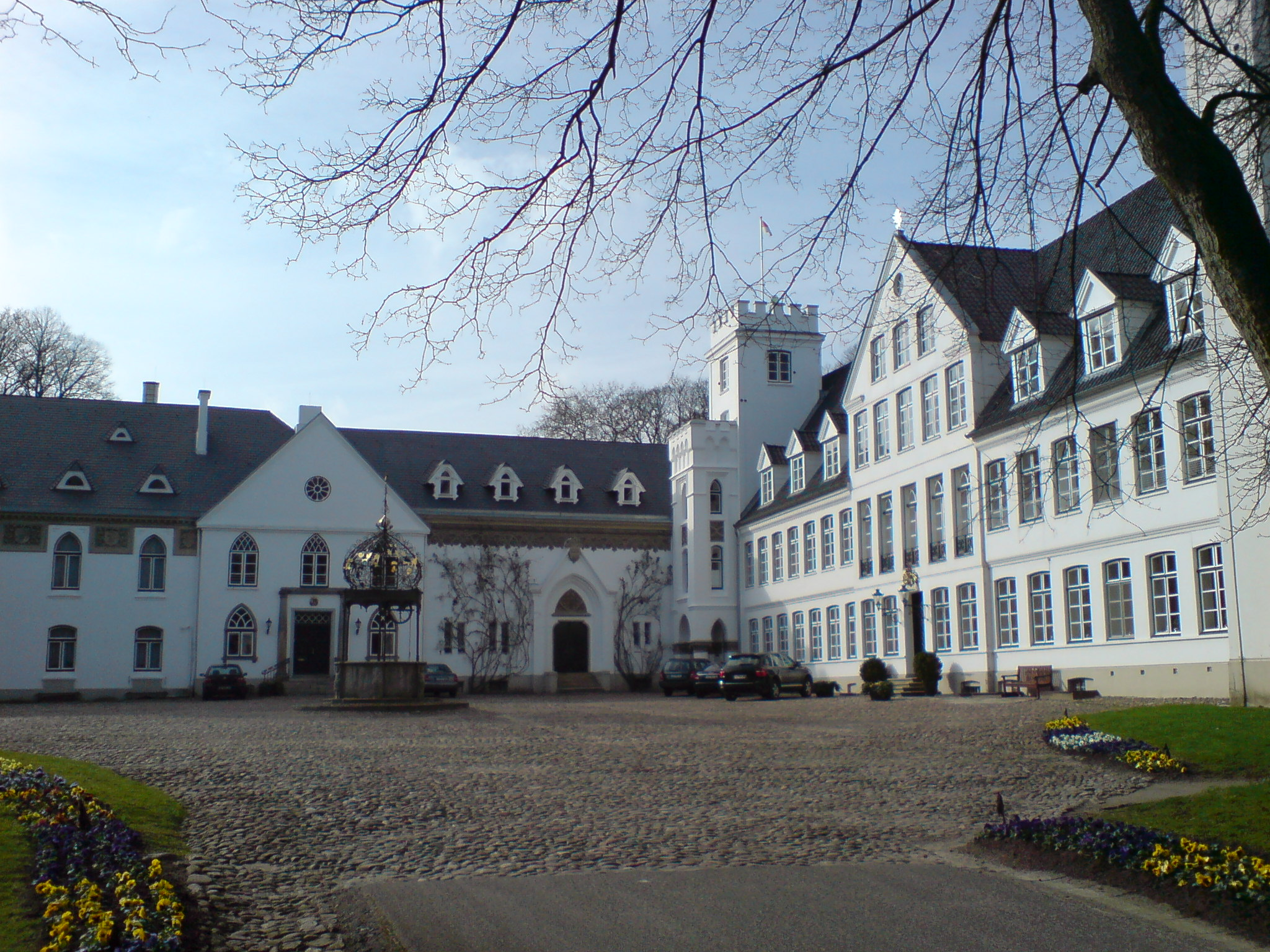